# Cuisine serbe
 (février 2018).
Si vous disposez d'ouvrages ou d'articles de référence ou si vous connaissez des sites web de qualité traitant du thème abordé ici, merci de compléter l'article en donnant les références utiles à sa vérifiabilité et en les liant à la section « Notes et références ».

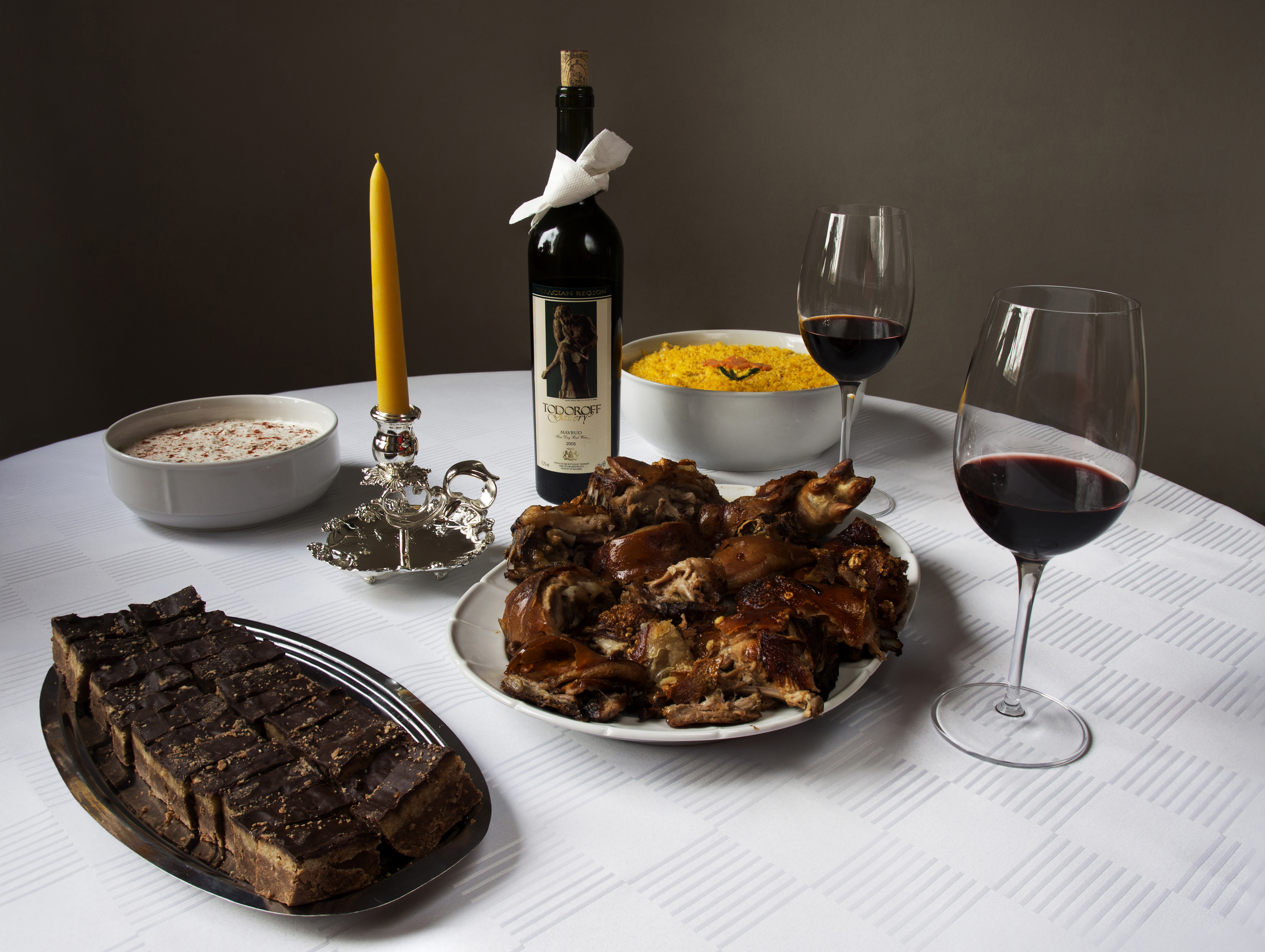
Repas de Noël typique en Serbie : porc grillé, salade Olivier, salade tzatzíki, pâtisserie bajadera et vin rouge.

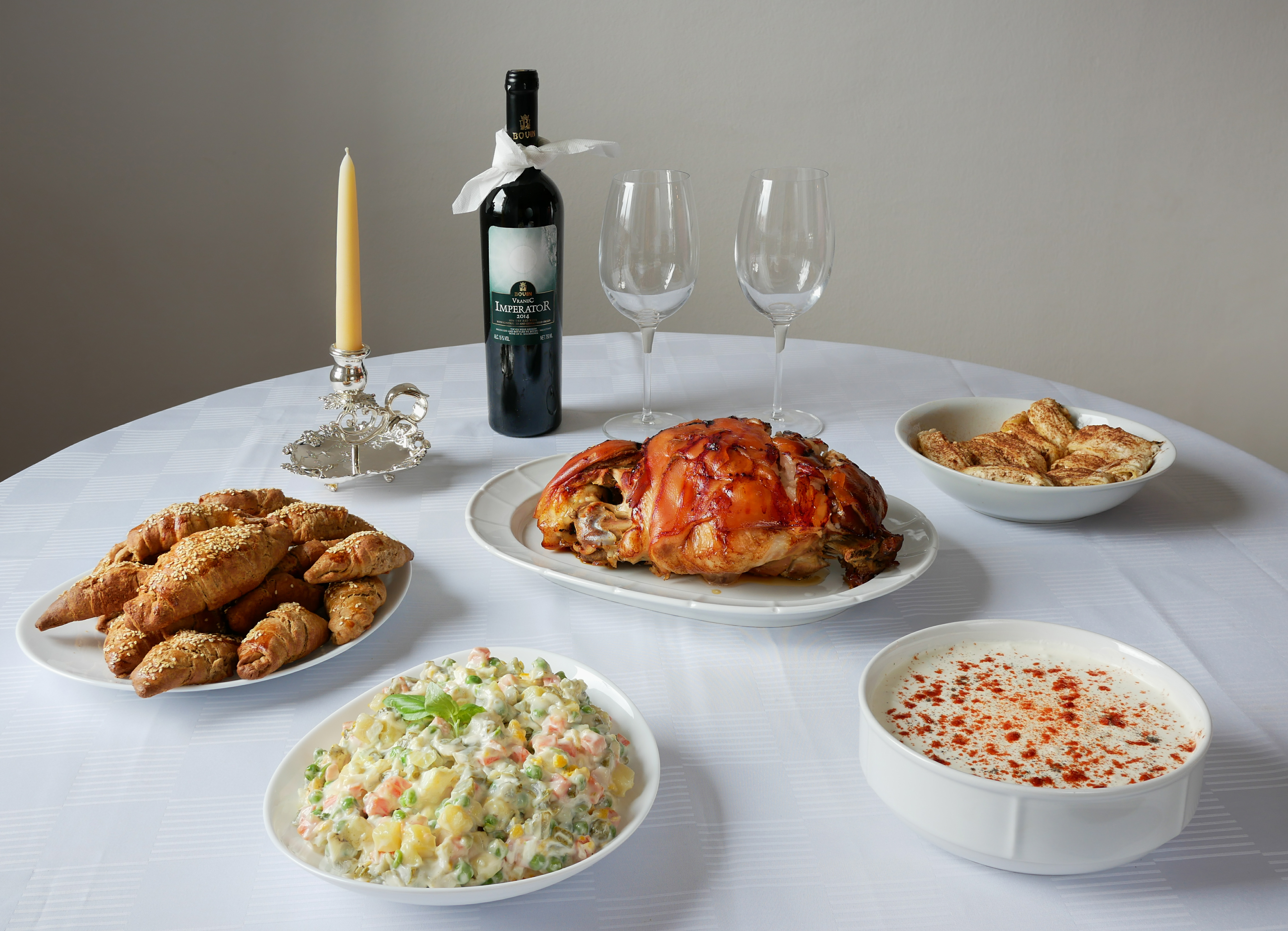
Autre table de Noël en Serbie, avec en particulier du vin de vranac, des kiflis, des strudels, une salade russe et une salade tzatzíki.

La cuisine serbe d'aujourd'hui est une cuisine hétérogène, influencée par la Méditerranée (Empire byzantin / Grèce) et les pays orientaux (Turquie), pour les territoires restés sous occupation ottomane et austro-hongroise et pour les Serbes de l'empire d'Autriche (voir Migrations serbes).

## Description et historique

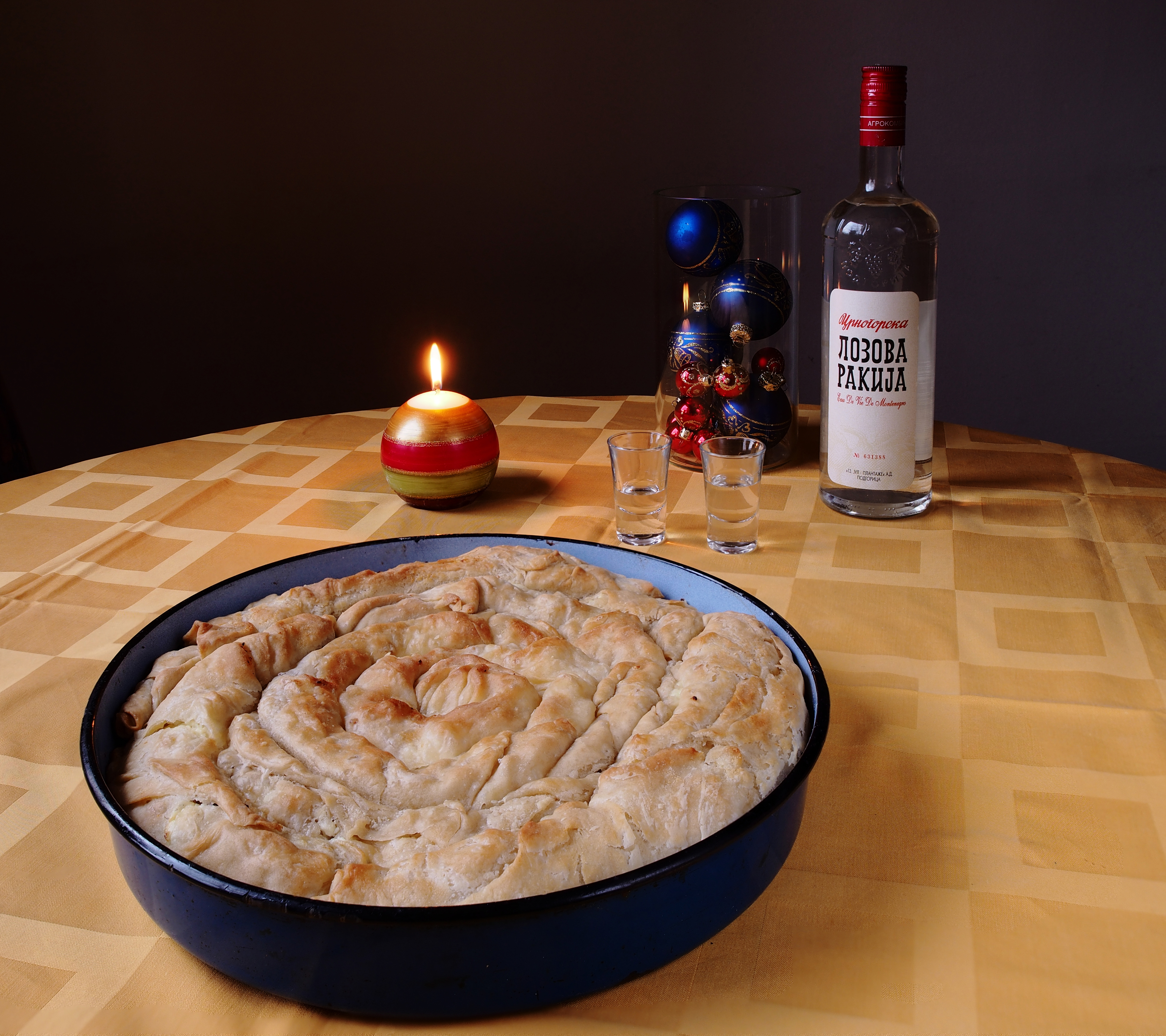
Pita savijača

C'est un mélange de traditions diverses. Les confiseries serbes, par exemple, sont aussi différentes que des koljivo, baklava ou des noix de roulis au Sachertorte. Elles cohabitent en parfaite harmonie cependant et sont toutes considérées comme faisant partie de la tradition nationale. La diaspora serbe a récemment propagé cette tradition culinaire à travers le monde.
La plupart des Serbes prennent trois repas par jour : petit déjeuner, déjeuner et dîner. Traditionnellement, seuls existaient les deux derniers, le petit déjeuner est un ajout récent (deuxième moitié du XIXe siècle).
Un certain nombre d'aliments sont produits artisanalement, par exemple la rakija (eau-de-vie de fruits), les confitures et gelées, divers aliments marinés, notamment la choucroute (kiseli kupus - « chou acide »), ajvar et même les saucisses. Les citadins rendent visite à leurs familles restées à la campagne en fin de semaine, et partagent la nourriture avec eux.
La cuisine serbe est généralement riche en épices et fines herbes : poivre noir et poivre blanc, l'Épice (najgvirc), coriandre (Coriandrum sativum, korijander), paprika, persil (peršun), laurier (lovor, Lorber), céleri (Celer), clou de girofle (karanfilić), ainsi que beaucoup d'autres qui sont utilisées dans divers repas et préparations.

## Conservation et cuisson
Parmi les techniques de préparation et de conservation utilisées : le saumurage (poissons, fromages, viandes), la fermentation lactique, la macération, le malossol, le fumage, le séchage.
Les modes de cuisson sont variés : mijotage, braisage, rôtissage, grillade. réduction, cuisson à l'étouffée, bouillon...

## Repas

### Petit-déjeuner
Le petit déjeuner en Serbie est très copieux. Thé, lait ou café turc sont servis, pâtisseries ou pain sont servis avec du beurre, confiture, yaourt, crème et fromage, et sont accompagnés de bacon, saucisses, salami, œufs brouillés et kajmak.

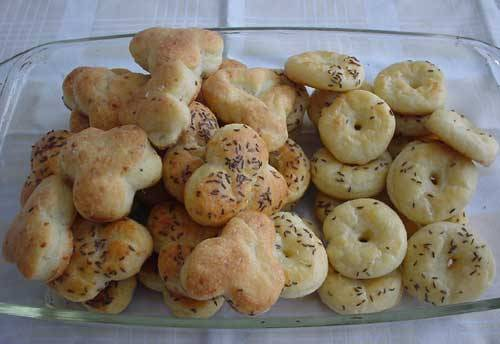
Pogačice.

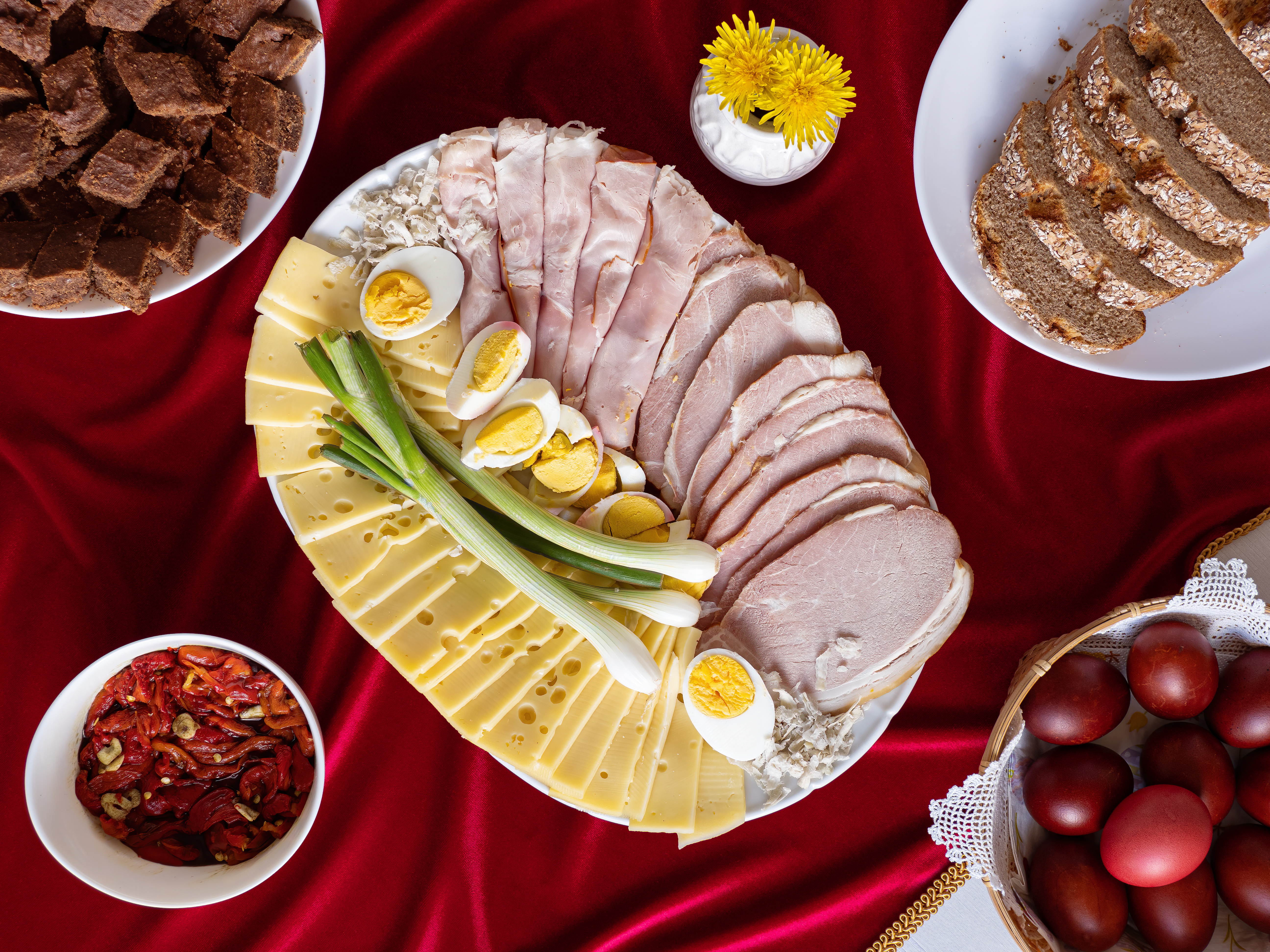
Petit-déjeuner servi en Serbie le jour de Pâques.

- On trouve également diverses sortes de pâtisseries (souvent servies avec du fromage et de la viande) (pogačice, paštete, Kifle, perece, buhtle, pletenice, štapići), en particulier :
- Burek
- Gibanica
- Kachamak
- Popara
- Proja (pain de maïs)
- Divers sandwiches
- Tartines de pain :
  - Pain, (beurré) et miel
  - Pain, (beurré) et confiture
  - Pain, saindoux, sel et paprika
  - Pain, lard et sucre
  - Pain et kajmak

## Autres mets
- Paprika séchés, paprika farci
- Rôti de porcelet

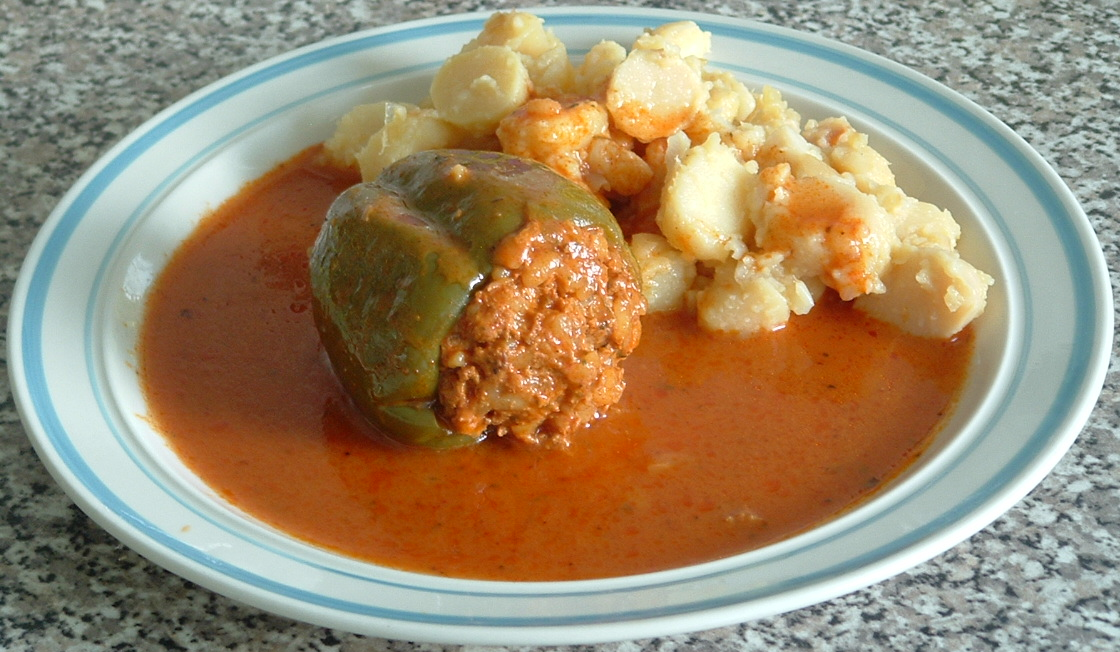
Punjena paprika (poivron farci).

- Ajvar (sauce composée de purée de poivron et tomate)
- Ćevapčići
- Rôti de viande (rôti entier de porc, d'agneau, de chèvre ou plus rarement de bœuf)
- Salade serbe
- Gulaš (Goulash)
- Đuveč
- Karadjordjeva šnicla (panade de steak farci roulé avec kajmak et avec éventuellement des tranches de jambon et de fromage à la crème)
- Wiener schnitzel (Bečka šnicla)
- Moussaka (Мусака, Musaka)
- Mućkalica (morceaux de viande de porc haché au barbecue, fourrés avec du poivre et de la sauce tomate chaude)
- paprikás (Паприкаш) (viande de porc et poivrons en ragoût)
  - Bećar Paprikaš
- Pljeskavica
- Podvarak (choucroute avec viande et lardons)
- Pasulj (ragoût de haricots mince) (haricots cuits en sauce)
  - Prebranac
- Punjene paprike (poivrons farcis)
- Punjene tikvice (courgettes farcies)
- Sarma (feuilles de choux fourrés de farce)
- Skembići (tripes)
- Rezanci s makom (nouilles au pavot)
- Pihtije
- Grašak (Pois)
- Svadbarski kupus (choucroute cuite avec viande de porc fumée)
- Uštipci
- (Valjušci ou flekice) avec pommes de terre ou chou